# Marcus Æmilius Barbula (dictateur en -285)
Pour les articles homonymes, voir Aemilius Barbula.
Marcus Aemilius Barbula est un homme politique romain du début du IIIe siècle av. J.-C., dictateur à une date inconnue entre 292 et 285 av. J.-C.,

## Famille
Il est membre des Aemilii Barbulae, branche de la famille patricienne des Aemilii. Il est le fils d'un Quintus Aemilius et le petit-fils d'un Lucius Aemilius. Son nom complet est Marcus Aemilius Q.f. L.n. Barbula,. Il pourrait être le frère de Quintus Aemilius Barbula, consul en 317 av. J.-C.
Theodor Mommsen a proposé de l'identifier à Marcus Aemilius Papus, dictateur en 321 av. J.-C. Cette identification est toutefois réfutée par Attilio Degrassi qui avance le fait que Marcus Aemilius Barbula est probablement le frère cadet de Quintus Aemilius Barbula et qu'il devait apparaître sur un fragment perdu des fastes capitolins correspondant aux années 292 et 285 av. J.-C. Il n'aurait donc pas pu être dictateur dès l'année 321 av. J.-C.

## Biographie
D'après son Elogium qui a été retrouvé dans les ruines du forum d'Auguste, Marcus Aemilius Barbula a exercé la fonction de dictateur mais l'année précise demeure inconnue et peut se situer entre 292 av. J.-C., dernière année développée dans le livre X de l'Histoire romaine de Tite-Live, et avant 284 av. J.-C., première année d'un fragment des fastes capitolins. La dernière année possible est donc 285 av. J.-C., année du consulat de Caius Claudius Canina et Marcus Aemilius Lepidus.